# Milano Collection A. T.
Akihito Terui (照井 章仁, Terui Akihito), né à Morioka le 27 août 1976, plus connu sous le nom de Milano Collection A. T. (ミラノコレクションA.T., Mirano Korekushon A.T.), est un catcheur japonais.

## Carrière
Terui débute en 2000 à la Toryumon. Il incarne par la suite le personnage de Milano Collection A.T. (A.T. étant ses initiales),  il incarne un top model italien, accompagné par son chien invisible Mikeru. Au milieu de 2006, il débarque à la Texas Wrestling Academy de San Antonio, antichambre texane de la World Wrestling Entertainment appartenant à Shoichi Funaki, et il s’entraîne avec Rudy Boy Gonzalez. Durant son passage à la TWA, il remporte le Television Championship et le conserve pendant huit mois. Il catche aussi dans d’autres promotions américaine comme la East Coast Wrestling Association, Ring of Honor, et Chikara. Il prouve alors qu’il fait partie des meilleurs catcheurs en remportant le Best of the Super Juniors Tournament de la New Japan Pro Wrestling.
Il catche alors avec la New Japan Pro Wrestling et entre dans la faction R.I.S.E.. Il participe à la célèbre World X Cup de la Total Nonstop Action Wrestling dans la Team Japan, il remporte son seul et unique match de la TNA contre Curry Man, remportant 2 points pour son équipe. Il combat à Victory Road dans le 3e round, dans un four team triple elimination match, dont il est éliminé.

## Palmarès et accomplissements
- Dragon Gate
  - Dragon Gate Open the Triangle Gate Championship (1 fois) – avec YOSSINO et Anthony W. Mori
- NWA Florida
  - Jeff Peterson Memorial Cup (2006)
- New Japan Pro Wrestling 
  - Best of the Super Juniors (2007)
- Toryumon
  - NWA International Light Heavyweight Championship (1 time)
  - UWA World Trios Championship (4 fois) – avec Brother YASSINI et YOSSINO (2), et YOSSINO & Condotti Shuji (2)
  - T2P Strongest League (2002)
  - Young Dragons Cup (2000)
- Autres
  - ICW/ICWA Tex-Arkana Television Championship (1 fois)

## Récompenses des magazines
- Pro Wrestling Illustrated

| Année | 2002 | 2003 | 2004 | 2005 | 2006 | 2007 | 2008 | 2009 |
| ----- | ---- | ---- | ---- | ---- | ---- | ---- | ---- | ---- |
| Rang  | 165  | 208  | 231  | 249  | 71   | 61   | 158  | 244  |